# Somatina lia
Somatina lia är en fjärilsart som beskrevs av Louis Beethoven Prout 1915. Somatina lia ingår i släktet Somatina och familjen mätare. Inga underarter finns listade i Catalogue of Life.